# Melanocetus rossi
A Melanocetus rossi a csontos halak (Osteichthyes) főosztályának sugarasúszójú halak (Actinopterygii) osztályába, ezen belül a horgászhalalakúak (Lophiiformes) rendjébe és a Melanocetidae családjába tartozó faj.

## Előfordulása
A Melanocetus rossi a Déli-óceánhoz tartozó Ross-tengerben él. Eddig, csak egy példányt fogtak ki ebből a fajból, azt is 390 méteres mélységből.

## Megjelenése
Ez a halfaj legfeljebb 11,8 centiméter hosszú. A hátúszóján 14 sugár van, míg a farok alatti úszóján 5 sugár látható.

## Életmódja
A Melanocetus rossi mélytengeri horgászhalfaj, amely 420 méteres mélységig lehatol.
Az emberre nézve ártalmatlan.